# Alnus nepalensis

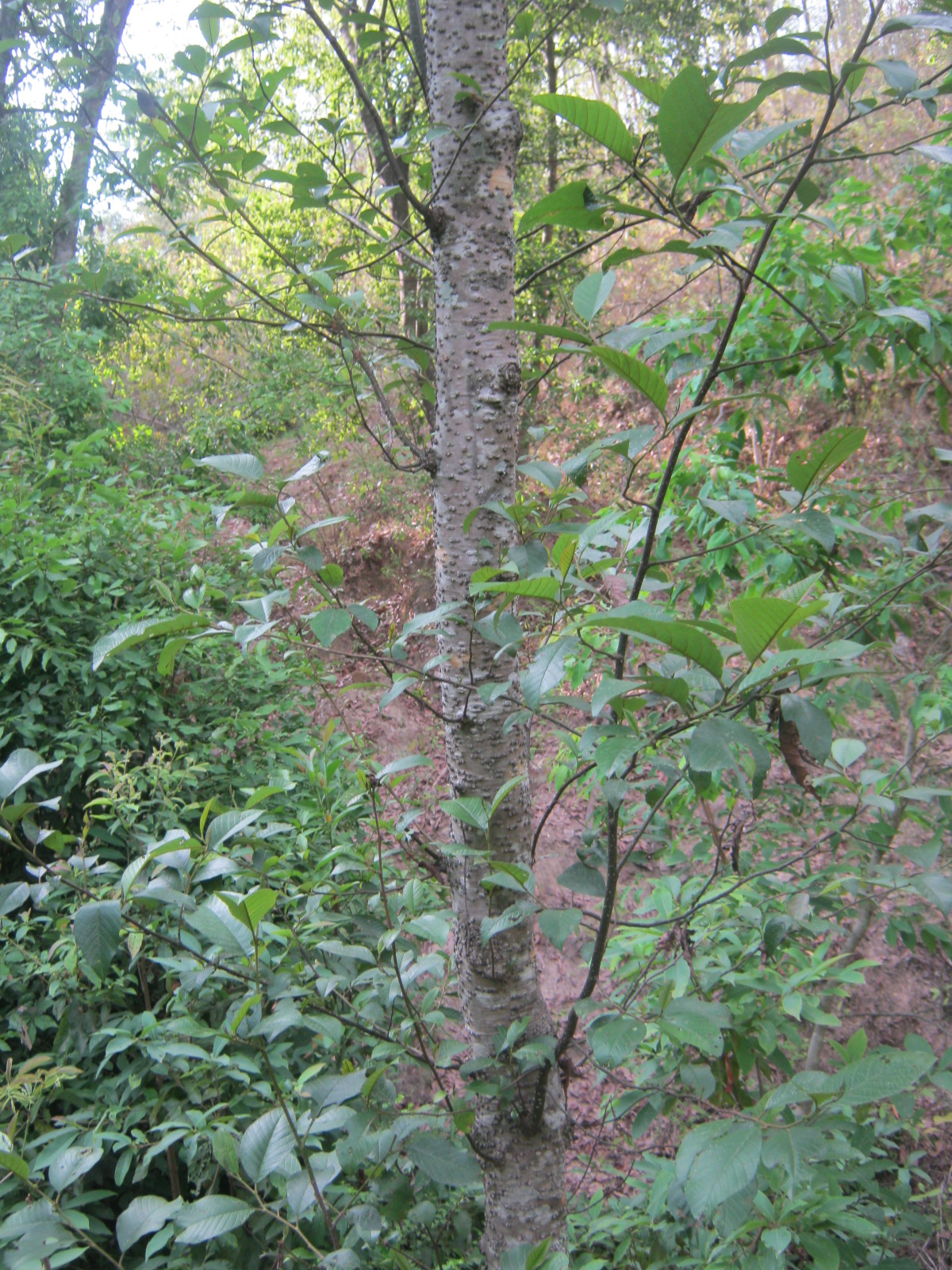
Vástago de Alnus nepalensis

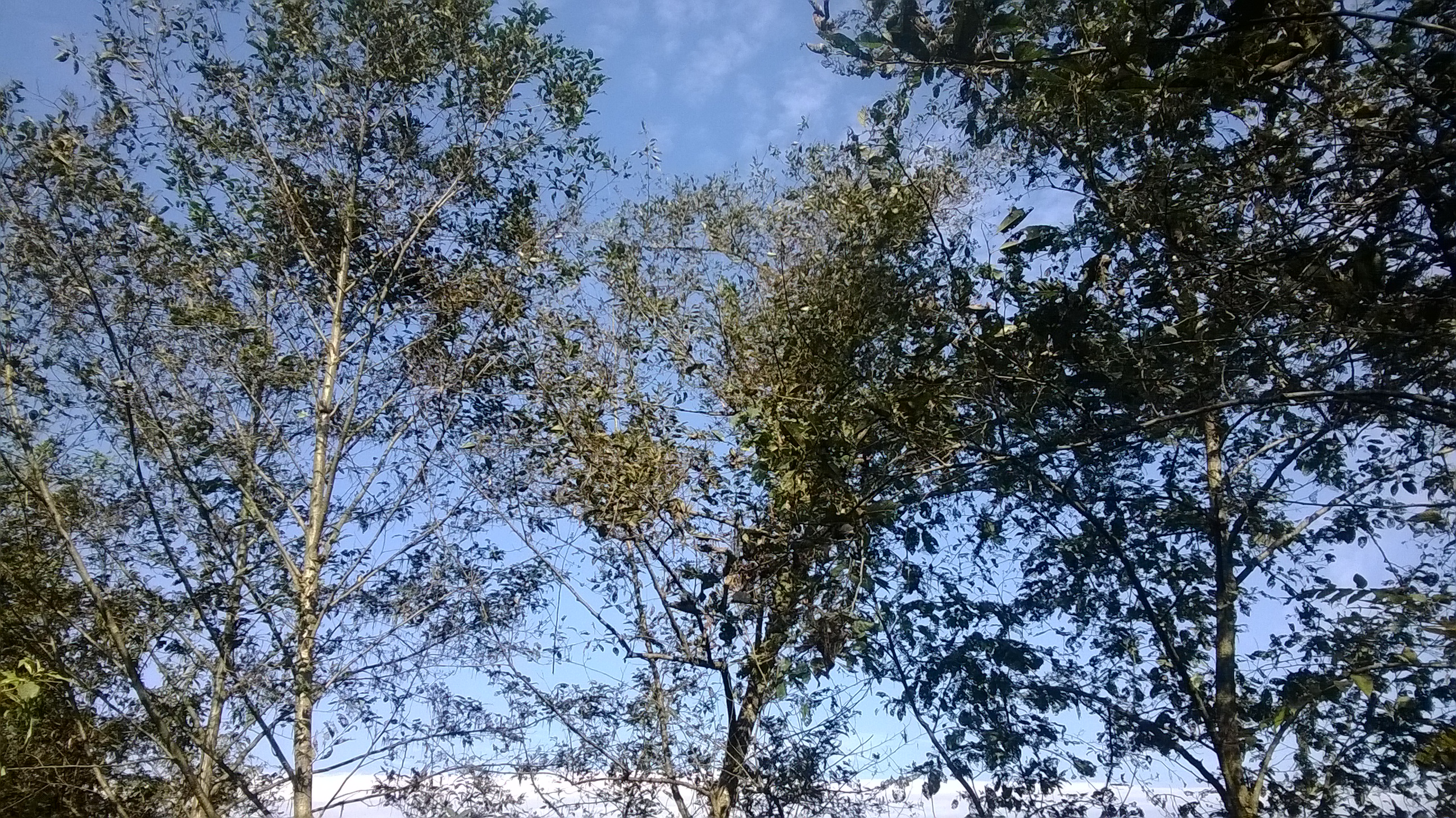
Vista de la planta

Alnus nepalensis D.Don, es una especie de árbol perteneciente a la familia de las betuláceas.

## Distribución geográfica
Estos árboles subtropicales se encuentran en la sierra del Himalaya. Se denomina ITU en Nepal y Nepal Alder en inglés. Se distribuye en toda la cordillera del Himalaya a 500-3000 m de altitud desde el Pakistán a través de Nepal y Bután a Yunnan en el sudoeste de China.

## Descripción
A. nepalensis es un aliso caducos con corteza de color gris-plata que alcanza hasta 30 m de altura y su tronco 60 cm de diámetro.  Las hojas están dentadas superficialmente, son de 7–16 cm de largo y 5–10 cm de ancho. Las flores se producen  en el otoño, con las semillas madurando en el año siguiente. La madera del UTI es moderadamente suave. A veces es usado para hacer cajas, en la construcción, y como leña.
El árbol crece rápidamente y a veces se plantó para utilizarlo en el control de la erosión en las laderas y para la recuperación de la tierra en la rotación de cultivos. Es un árbol que fija el nitrógeno. Tolera una gran variedad de tipos de suelo y crece bien en zonas muy húmedas.

## Taxonomía
Alnus nepalensis fue descrita por David Don  y publicado en Prodromus Florae Nepalensis 58. 1825.
Etimología
Alnus: nombre genérico del latín clásico para este género.
nepalensis: epíteto geográfico que alude a su localización en Nepal.
Sinonimia
- Betula leptophylla Regel
- Betula leptostachya Wall.
- Clethropsis nepalensis (D.Don) Spach[3]
- Alnus boshia Buch.-Ham. ex D. Don
- Betula boshia Buch.-Ham. ex D. Don[4][5]